# Sulla mia pelle (film 2005)
Sulla mia pelle è un film del 2005 diretto da Valerio Jalongo.